# Rock and roll (baile)

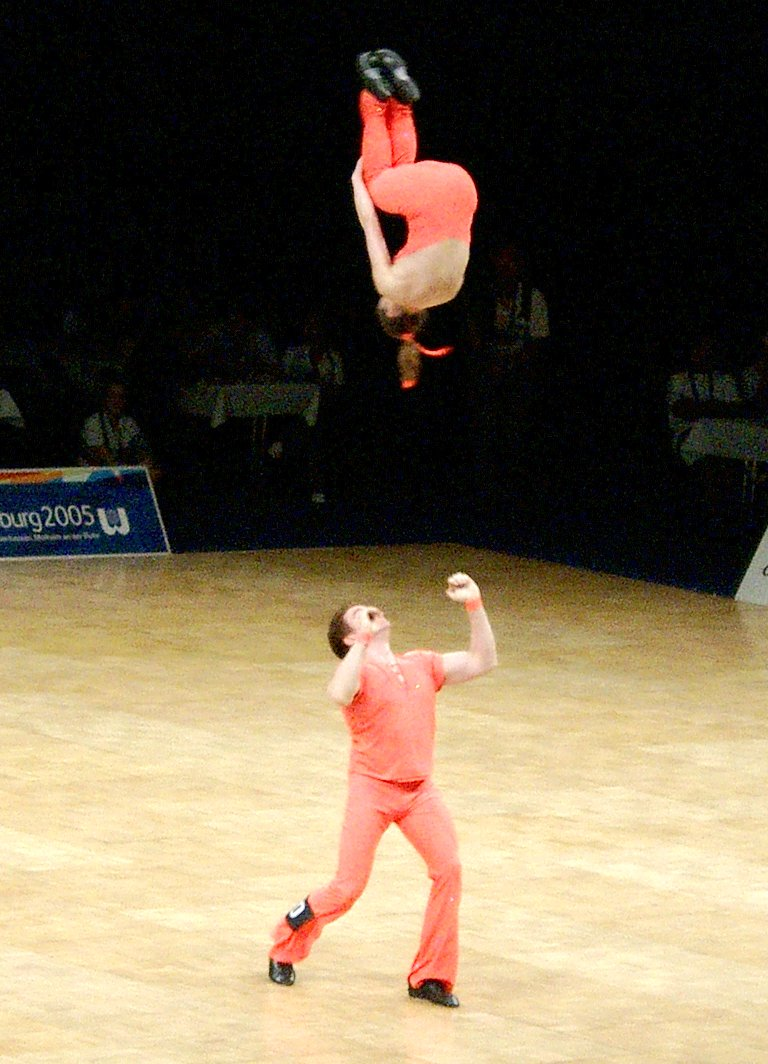
Rock ’n’ roll acrobático

El rock bailado en pareja. Puede ser bailado en forma social o como espectáculo deportivo o deporte se basa en un baile de musica rápida y movimientos ligeros.

## Etimología
Rock ’n’ roll es la abreviación de rock and roll (inglés «columpiar y voltear») que en el lenguaje de la juventud de los 1950 significó «ola».

## Historia
El baile rock and roll originó simultáneamente con el género musical del mismo nombre. A eso de 1920 en los Estados Unidos nació el swing. De eso se formó el lindy hop, el primer baile que incluyó figuras acrobáticas. En el 1940 se transformó en el boogie woogie, bailado a música más rápida. Con la germinación de la música rock ’n’ roll en 1955 también surgió el baile rock ’n’ roll.

## Figuras
El baile comprende las siguientes figuras básicas.
- Paso Base
- Cambio de lugar de la chica
- Cambio de lugar con american sprint.
- Portazo con giro de la chica sentido reloj.
- Recogida con vuelta de ella y portazo.
- Recogida con Twist
- Atómico o 1.ª de hombro.
- Rodeo y rodeo con rebote.